# Banská Štiavnica
Banská Štiavnica (en hongrois : Selmecbánya, en allemand : Schemnitz) est une ville minière historique de Slovaquie centrale au passé  multiculturel. Connue dans le passé pour l'extraction des métaux (surtout l'argent), elle reste marquée par une tradition minière, municipale et académique.
La ville médiévale, intégralement préservée, ainsi que les alentours ont été inscrits le 11 décembre 1993 sur la liste du patrimoine mondial de l'Unesco.

## Géographie

### Localisation
Banská Štiavnica se situe en Slovaquie centrale, dans la région de Banská Bystrica, à 170 km de Bratislava (nord-est), et à 160 km de Budapest (nord).
| Vyhne     | Žiar nad Hronom  | Zvolen          |
| Žarnovica | Banská Štiavnica | Banský Studenec |
| Levice    | Šahy             | Krupina         |

### Géologie et relief
Banská Štiavnica est située à l'intérieur d'une caldéra formée il y a 13,5 millions d'années par l'effondrement de la partie centrale du volcan composite de Banská Štiavnica après une série d'éruptions. L'altitude de la ville varie entre 550 et 950 m, sur le versant ouest de la caldéra.

### Hydrographie
La rivière Štiavnica (54,6 km – affluent d'Ipel – Danube) prend sa source dans la ville. Aujourd'hui, elle est entièrement canalisée en souterrain dans l'axe principal de la ville, mais lors de la fondation de la ville, elle courait en surface et a donné son nom à la ville. 
Banská Štiavnica est entourée par une série de tajch (lacs artificiels de montagne) creusés lors de l'exploitation minière dans la région. Une soixantaine de tajchs ont été creusés, aujourd'hui il en reste une trentaine. Ils forment un cadre magnifique de sports et de loisirs dans un environnement montagneux.

### Voies de communication et transports

#### Voies routières
Du fait de sa situation à l'intérieur de la caldéra d'un ancien volcan, toutes les routes d'accès passent la crête de la caldéra en serpentant, à l'exception de l'accès sud-est qui suit le fleuve Štiavnica. À partir de la voie rapide R1, montent quatre voies de communication locale – entre les sorties Žarnovica et Hronská Breznica. Ces accès passent quatre vallées successives.

#### Voie ferroviaire
La ville est desservie par une ligne de chemin de fer à voie unique qui assure la liaison Hronská Dúbrava – Banská Štiavnica par la vallée du fleuve Jasenica. Elle pénètre la ville par le nord-est via un tunnel d'une longueur de 1 194,5 m qui traverse la crête de la caldéra.

#### Pistes cyclables
Les montagnes de Banská Štiavnica avec leurs tajch (lacs artificiels de montagne) sont depuis longtemps un rendez-vous incontournable pour les cyclotouristes passionnés. La ville développe un programme de réalisation de pistes cyclables aménagées pour le cyclotourisme. À l'ouest, 100 km de pistes cyclables dans le cadre du projet BAJKOM K TAJCHOM (à vélo aux tajchs) ont déjà été réalisés. La région de Štiavnica est aussi parsemée de fosses minières anciennes.
Les circuits de la région varient de 2 à 41 km et permettent aux cyclotouristes de découvrir la région tout en sillonnant ses magnifiques paysages montagnards.

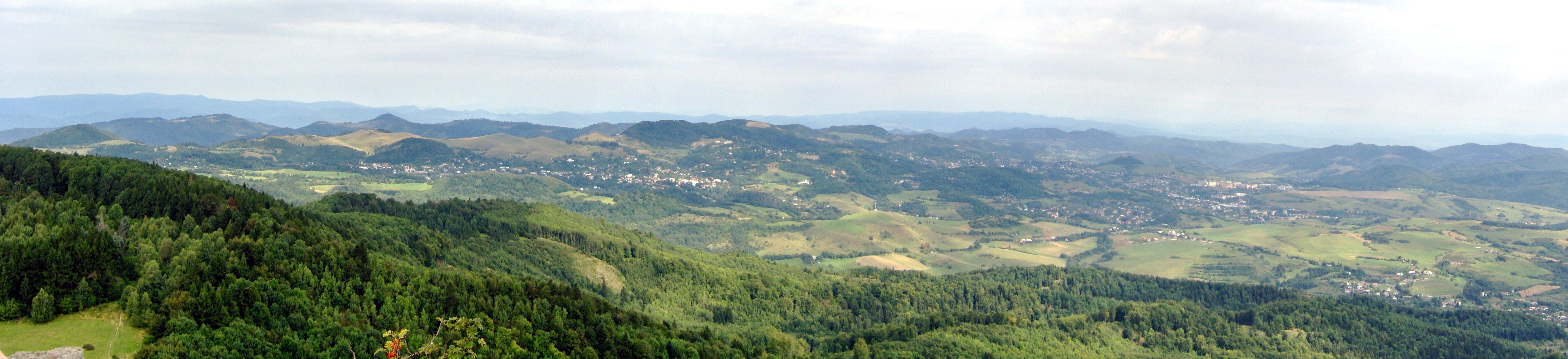
Banská Štiavnica à l'intérieur d'une immense caldéra du volcan composite ancien de Banská Štiavnica.

## Histoire

### L'activité minière
À partir du Moyen Âge, la principale activité est la production d'argent et d'or. C'est ici qu'est utilisée de façon précoce la poudre à canon dans une mine, en 1627, la première utilisation européenne de cette technique étant attestée dans les mines du Thillot en 1617.
Dès 1782, Selmecbánya était la troisième plus grande ville du royaume de Hongrie avec 23 192 habitants (plus de 40 000 si on inclut les faubourgs) après Pozsony et Debrecen. L'activité minière, l'une des plus importantes de l'histoire des mines hongroises et slovaques, décline à partir de la seconde moitié du XIXe siècle.
Cette région minière d’influence germanique comptait sept villes minières de Haute-Hongrie, dans l’actuelle Slovaquie centrale :  Újbánya (Nová Baňa), Selmecbánya (Banská Štiavnica), Körmöcbánya (Kremnica), Besztercebánya (Banská Bystrica), Bakabánya (Pukanec), Bélabánya (Banská Belá) et Libetbánya (Ľubietová).

### L’École des mines

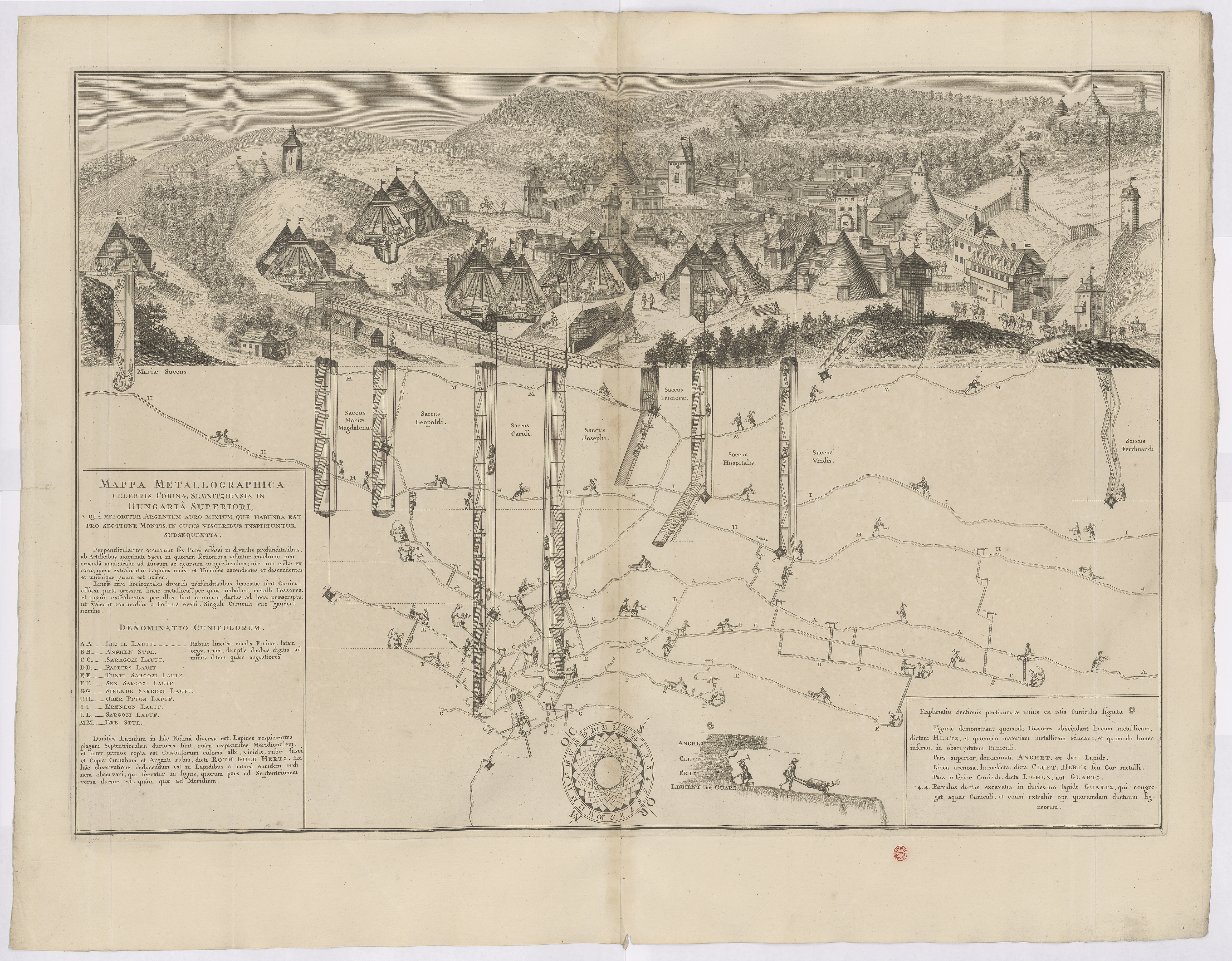
Le paysage minier de Banská Štiavnica au début du XVIII : on voit les multiples manèges à chevaux équipant les puits.

En 1735 les autorités décidèrent la création d'une École des mines (Bergschola) à Schemnitz (Banská Štiavnica) ; ce n'est toutefois qu'à la fin de l'année 1762 que la reine Marie-Thérèse Ire (1717-1780) la transforme en école des sciences appliquées aux mines, pour tout le royaume des Habsbourg. L'établissement se mit en place graduellement entre 1763 et 1770 d’abord comme praktische Lehrschule, puis comme École des mines (Bergakademie) jusqu'en  1824, comme école des mines et forestière (Berg- und Forstakademie) jusqu'en 1919. Elle est considérée comme la plus ancienne école d'ingénieurs au monde.
En 1763, la première chaire (celle de chimie, minéralogie et métallurgie) fut confiée au botaniste et chimiste viennois d'origine batave Nicolaus Joseph von Jacquin ; celui-ci ne donna toutefois ses premières conférences qu'au début de l'année suivante. En 1765, la Hofkammer de Vienne confia la chaire de Mathématique, Physique et Mécanique au père jésuite Nicolaus Poda de Graz. La dernière chaire, celle de génie minier et d'administration, fut confiée à Christoph Traugott Delius. Avec ces cours, l'établissement était en mesure de donner une formation complète aux futurs ingénieurs, et on put dresser un cursus. Avec la création de l’École des mines de Freiberg en 1765, l'étude de l'exploitation des mines devenait une discipline universitaire.
Le nombre des étudiants s'accrut régulièrement jusqu'au milieu du XIXe siècle, mais la pénurie d'enseignants qualifiés et la négligence envers le renouvellement du matériel pédagogique dégradèrent la qualité de la formation dans les années 1830 et 1840. Simultanément, la multiplication des écoles d'ingénieur, la Révolution de 1848/49 qui poussait les meilleurs étudiants vers l'École de Leoben, enfin la magyarisation de l'enseignement consécutif au Compromis austro-hongrois de 1867, finirent par marginaliser l'École, affectée d'ailleurs par l'épuisement des mines de l'endroit.
Avec la création de la République de Tchécoslovaquie en 1918, les enseignants hongrois durent partir pour Sopron.

## Démographie

### Évolution de la population
| Année:               | 1994.  | 2004.   | 2014.   | 2024.   |
| -------------------- | ------ | ------- | ------- | ------- |
| Nombre de personnes: | 10 582 | 10 814  | 10 191  | 9293    |
| Différence:          |        | +2,19 % | -5,76 % | -8,81 % |

| Année:               | 2023. | 2024.   |
| -------------------- | ----- | ------- |
| Nombre de personnes: | 9339  | 9293    |
| Différence:          |       | -0,49 % |

## Personnalités liées
- János Severini (1716-1789), enseignant et historien hongrois y est mort;
- Maximilien Hell (1720-1792), né à Banská Štiavnica / Schemnitz, prêtre jésuite, astronome et mathématicien.

## Galerie

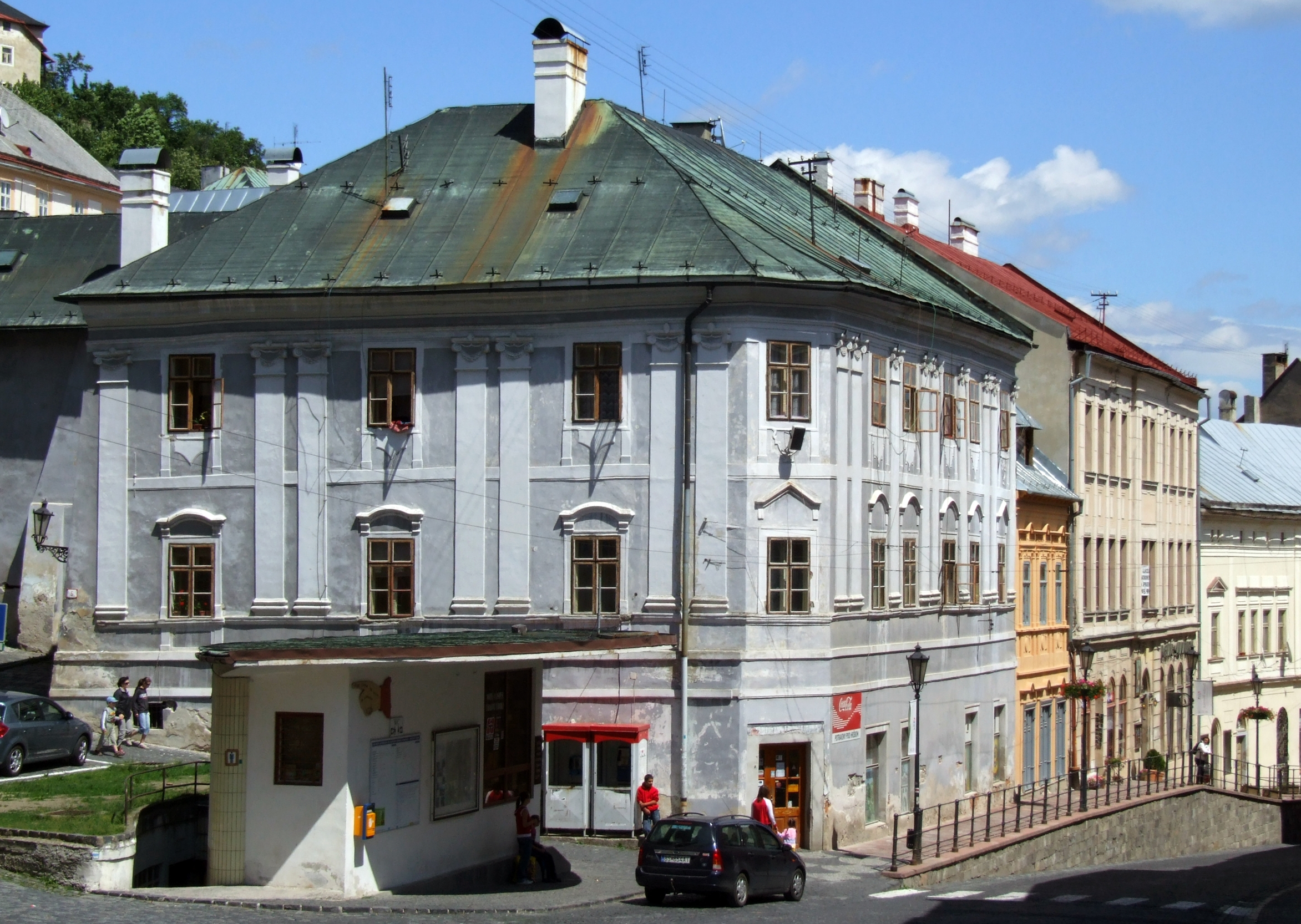
Vieille maison.
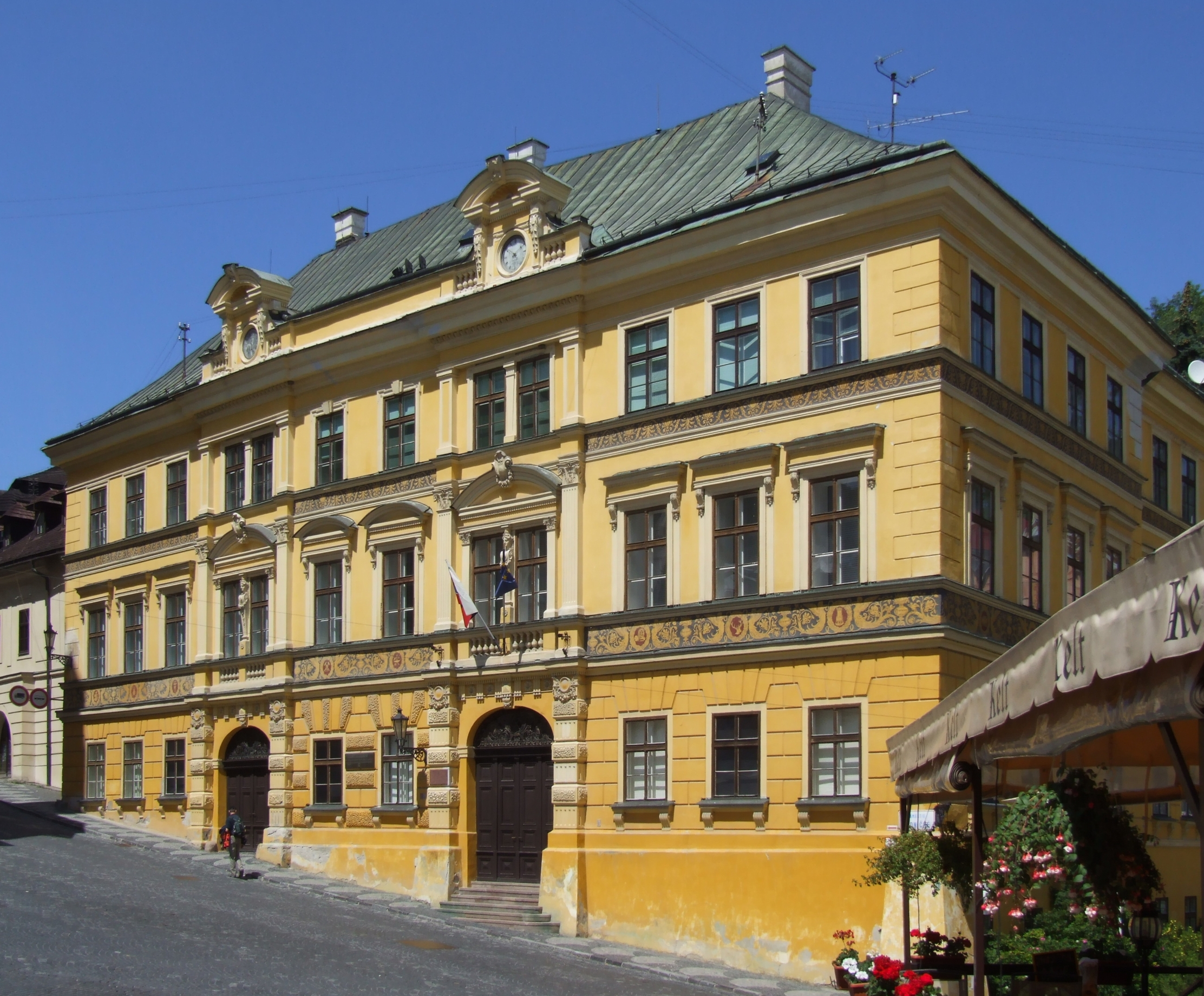
Bâtiment néo-renaissance.
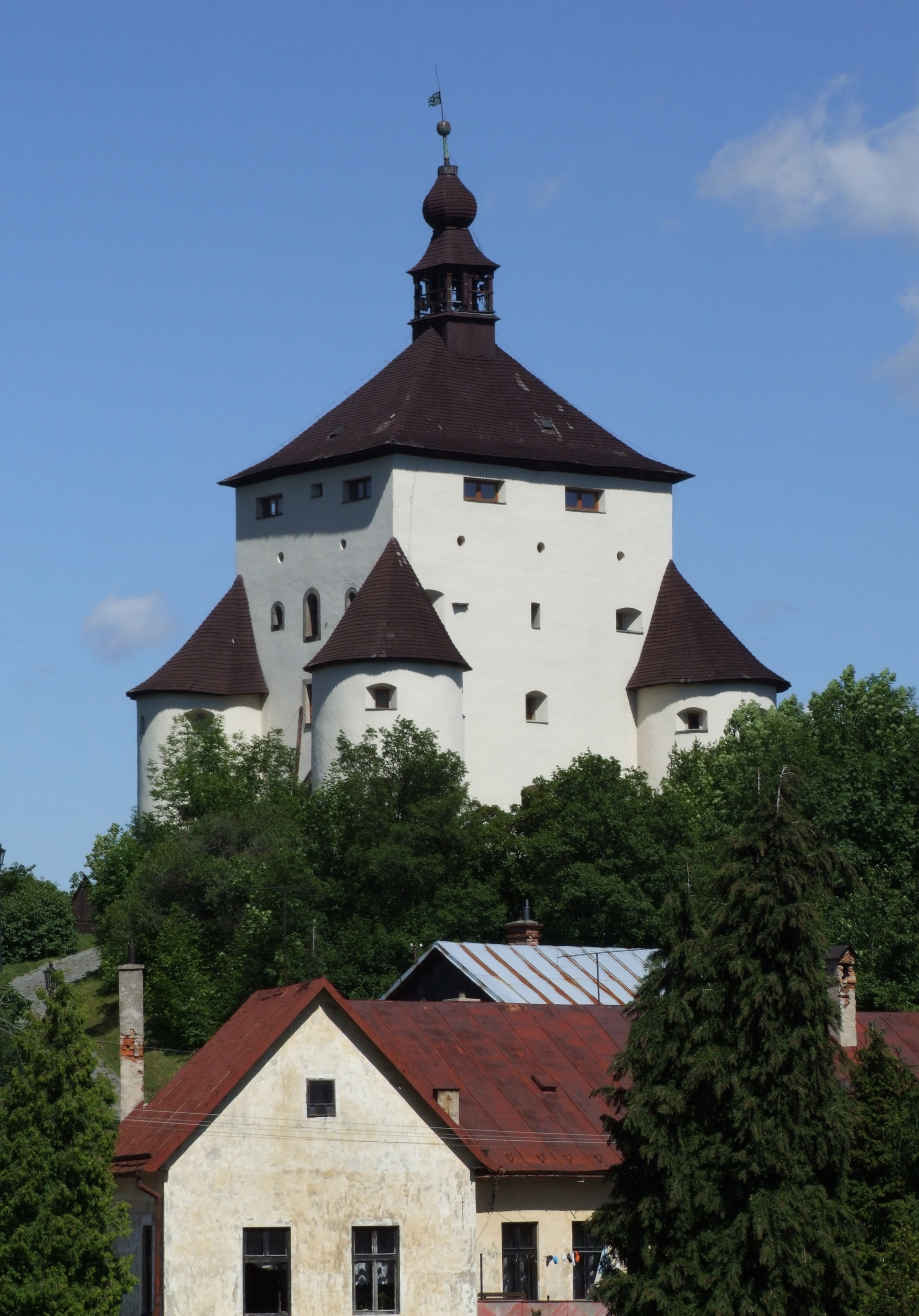
Nouveau château.
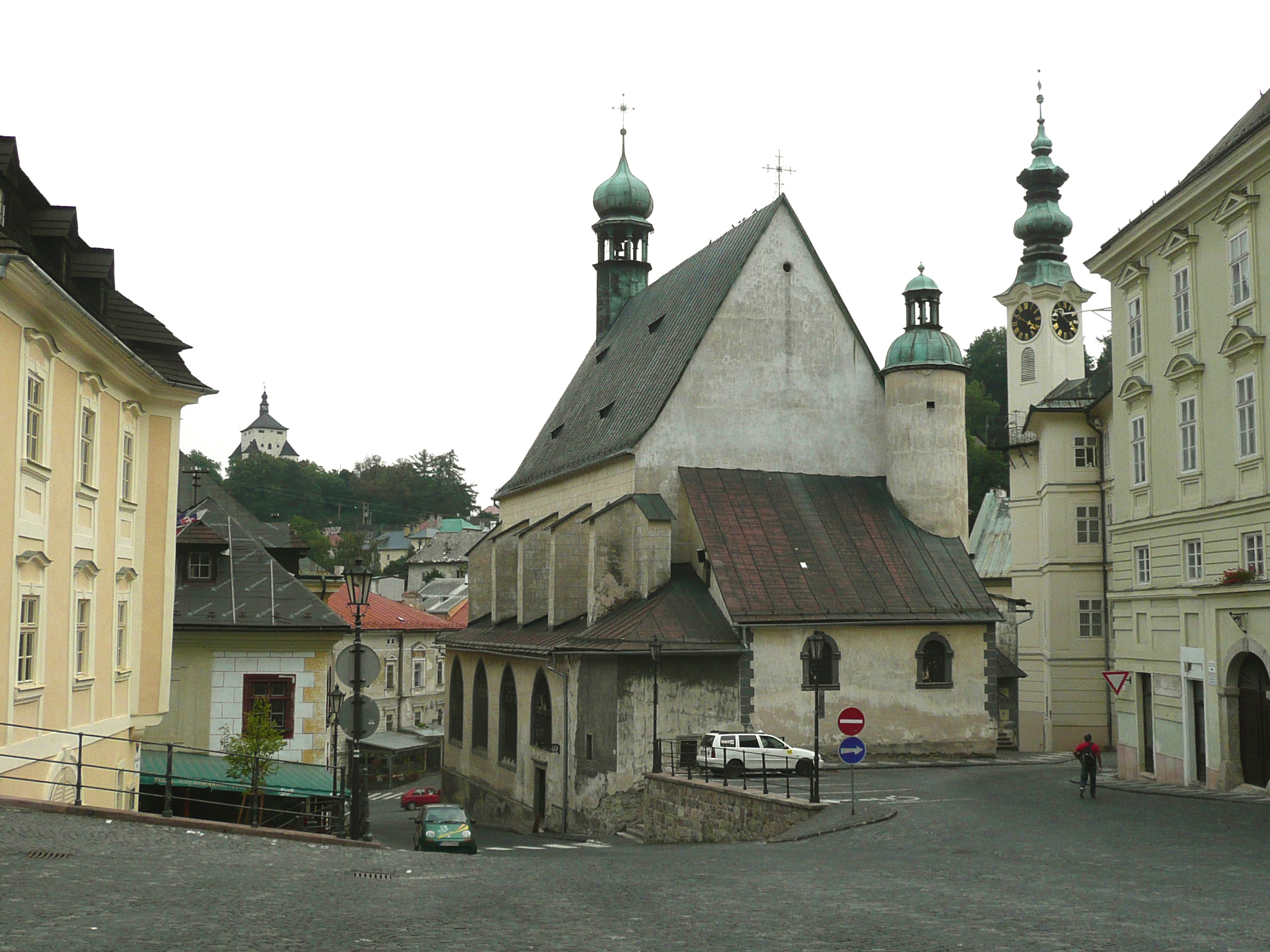
Grande place.
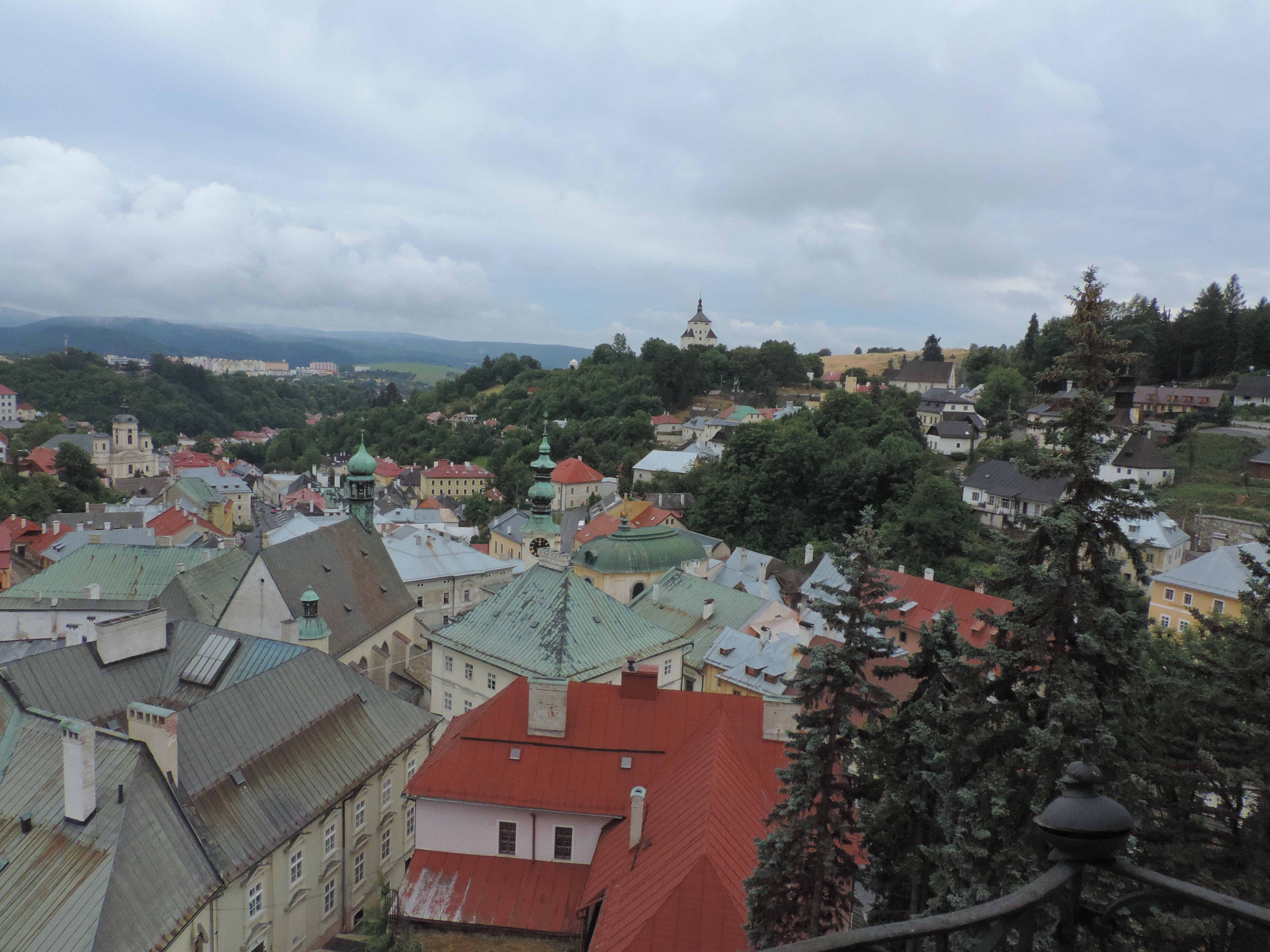
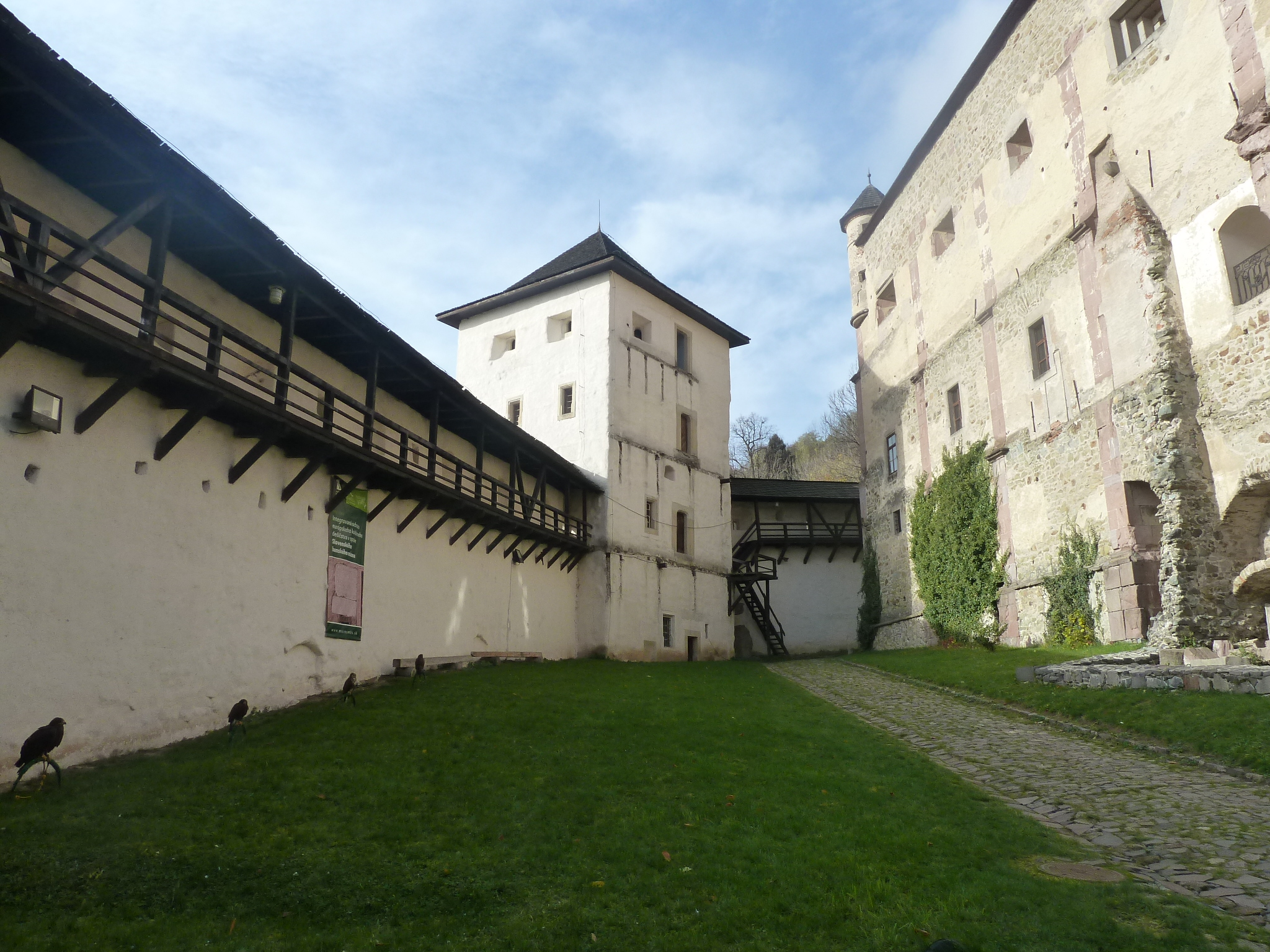
Fortification sud du vieux château.
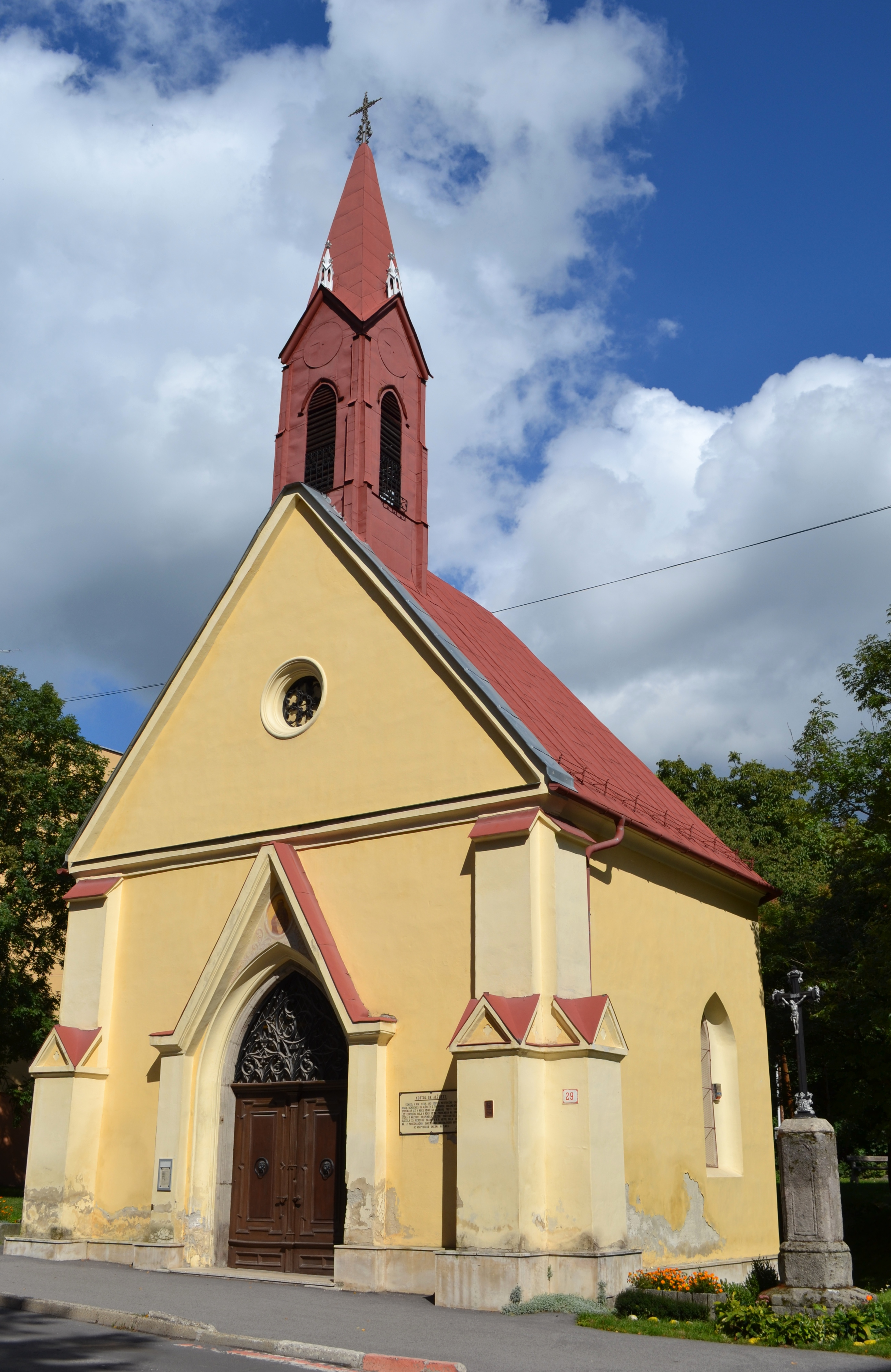
Chapelle St Alžbety.
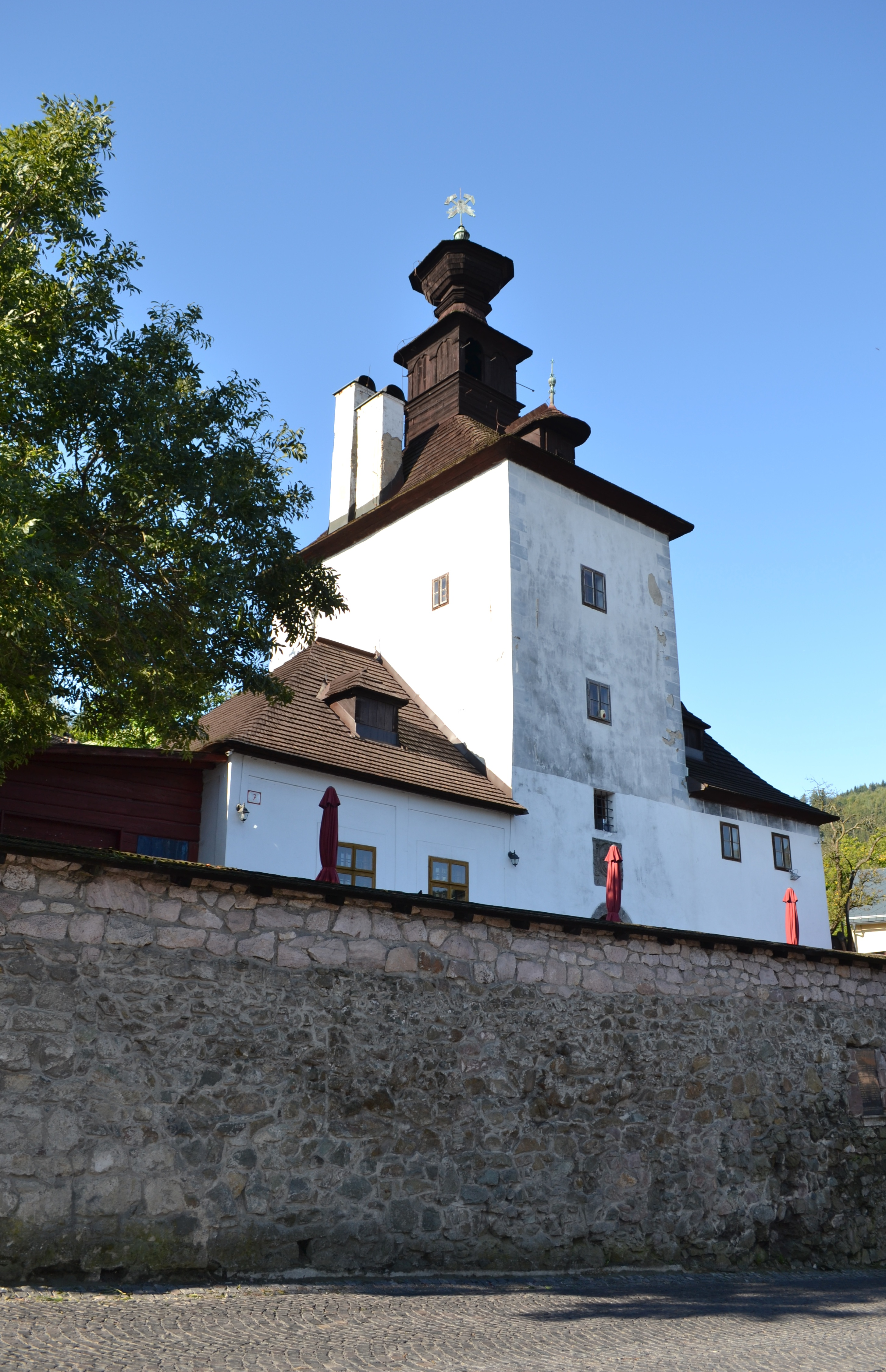
Klopaczka.
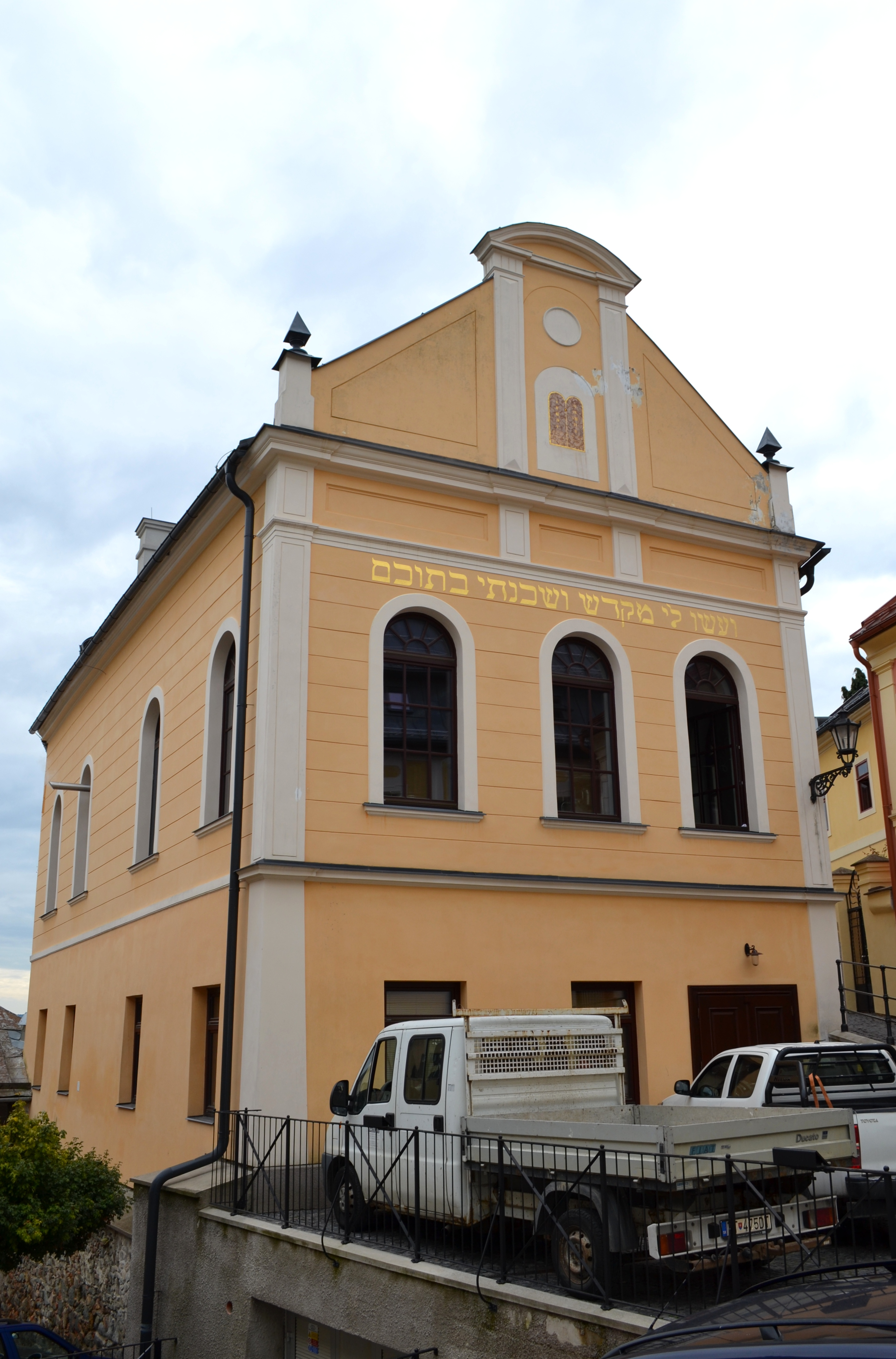
Synagogue.

## Jumelages
- Hünenberg (Suisse)
- Moravská Třebová (Tchéquie)
- Olsztynek (Pologne)
- Ptuj (Slovénie)
- Sopron (Hongrie)